# José Tomás Boves
Pour les articles homonymes, voir Boves (homonymie).
José Tomás Boves, né à Oviedo le 18 septembre 1782 et mort à Urica le 5 décembre 1814, était un chef militaire des llaneros combattant pour les royalistes durant la guerre d'indépendance du Venezuela.

## Biographie
Son père meurt alors qu'il est âgé de cinq ans. Il étudie la navigation et le pilotage à Gijón de 1794 à 1798 et travaille ensuite dans la marine marchande. Impliqué dans des opérations de contrebande entre l'Espagne et l'Amérique du Sud, il est condamné à huit ans de prison et envoyé à Puerto Cabello, au Venezuela. Sa peine est ensuite commuée en bannissement dans la région des llanos et il s'installe dans le village de Calabozo, où il fait commerce de bétail et ouvre une épicerie. Rejeté par l'aristocratie blanche, il se lie d'amitié avec les noirs, les mulâtres et les indiens et épouse María Trinidad Bolívar, une mulâtresse.
Au début de la guerre d'indépendance du Venezuela, il veut initialement soutenir la cause indépendantiste mais sa demande est rejetée en raison de son statut social. Il est condamné à mort pour trahison, sans doute par des ennemis personnels, et sa femme est tuée. Il est lui-même sauvé par l'arrivée d'une colonne espagnole à Calabozo et il se joint alors à l'armée de Domingo Monteverde. Nommé par la suite commandant de la garnison de Calabozo, il recrute des cavaliers parmi les classes défavorisées en s'appuyant sur leur haine de l'élite et des promesses de butin. En août 1813, il commence une campagne avec 700 cavaliers et opère de manière totalement indépendante du commandement. Il est battu le 18 octobre à la bataille de Mosquiteros mais la répression qui s'ensuit lui attire des milliers de nouvelles recrues et son armée compte 20 000 hommes à la fin de l'année. Le 8 décembre, il anéantit une armée indépendantiste à la bataille de San Marcos. 
Son commandement se caractérise par son courage au combat et la loyauté qu'il inspire à ses hommes mais également par la cruauté dont il fait preuve. Ses troupes, surnommées la « légion infernale », se livrent au pillage, exécutent sommairement les prisonniers et massacrent les blancs riches, sans distinction d'âge ou de sexe, dans toutes les villes qu'elles prennent. Simón Bolívar lui attribuera plus tard la mort de 80 000 personnes. En 1814, il livre plusieurs batailles aux troupes de la deuxième République du Venezuela avec des fortunes diverses et finit par remporter sur Simón Bolívar une victoire décisive à La Puerta le 15 juin. Boves s'empare de Valencia puis entre dans Caracas, quasiment entièrement désertée par ses habitants, le 7 juillet. Il continue ses campagnes contre l'armée indépendantiste désormais en déroute et meurt en menant une charge de cavalerie au cours de la bataille victorieuse d'Urica le 5 décembre 1814.